# Дейв Гаан
Дейв Гаан (англ. Dave Gahan, уроджений Девід Келкотт) — британський музикант, учасник гурту Depeche Mode з часів його заснування.
Дейв є фронтменом і основним вокалістом Depeche Mode, а також автором пісні Suffer Well з альбому Playing the Angel, співавтором пісень з альбому Sounds of the Universe — Come Back, Hole to Feed та Miles Away/The Truth Is, автором пісень Should Be Higher з альбому Delta Machine та Cover Me з альбому Spirit. 
Окрім участі в Depeche Mode, Дейв періодично бере участь у сторонніх проєктах, а з 2003 року займається сольною кар'єрою, у рамках якої випустив три альбоми — Paper Monsters, Hourglass та кавер-альбом Imposter.

## Дитинство та ранні роки
Дейв Гаан народився в містечку Еппінг, графство Ессекс, Велика Британія, у робітничій сім'ї, батько Лен Коллкот працював водієм автобуса, а мати Сильвія — кондукторкою в London Buses. Коли Дейву було шість місяців, батько покинув сім'ю. За два роки після того Сильвія та Лен розлучилися офіційно, після чого Сильвія разом з Дейвом та його старшою сестрою Сью (нар. 1960) переїхали до Базілдону, що в Ессексі. Вже там Сильвія познайомилась з Джеком Гааном, який працював адміністратором в Shell Oil, з яким пізніше одружилась. Згодом сім'я Гаанів поповнилась, 1966 року народився Пітер, а 1968 року — Філ. Дейв та Сью росли, вважаючи, що другий чоловік матері Джек був їхнім справжнім батьком. 1972 року, коли Дейву було десять років, його вітчим помер. Гаан згадує: «Я ніколи не забуду той день, коли я повернувся зі школи додому і зустрів там цього незнайомця. Моя мати представила його мені як мого справжнього батька. Я пам'ятаю, як сказав, що це неможливо, тому що мій справжній батько помер. Звідки мені було знати, що то за чоловік?. З того дня Лен часто відвідував наш дім, та через рік він знову зник. Цього разу назавжди. З того часу ми його більше не бачили. Дорослішаючи, я думав про нього все більше і більше. Моя мати казала, що він переїхав до Джерсі, щоб відкрити там новий готель. Мама не говорила мені про те, хто був моїм справжнім батьком до тих пір, поки в цьому не було потреби, це інше покоління, ви розумієте, що я маю на увазі. Вона думала, що робить правильні речі». Гаан компенсував утрату батька, ставши чимось на кшталт «дикого хлопця», займаючись крадіжками авто, вандалізмом та малювання графіті на стінах. Унаслідок цього він тричі відвідав суд у справах неповнолітніх, до того, як йому виповнилося чотирнадцять років. Протягом шести місяців після закінчення школи Barstable в липні 1978 року, Дейв змінив біля двадцяти робочих місць, починаючи з продажу прохолодних напоїв, працюючи в бакалійних крамницях на Безілдонських автобусних зупинках, касиром на АЗС Sainsbury у Savacentre та закінчуючи різноробом на будівництві. Гаан також працював та заодно був учнем слюсаря в North Thames Gas.

## Кар'єра в Depeche Mode
У березні 1980 року, Вінс Кларк, Мартін Ґор та Ендрю Флетчер створили гурт Composition of Sound, у якому Кларк був вокалістом і гітаристом, Ґор клавішником та Флетчер басистом. Кларк та Флетчер незабаром перейшли на синтезатори. Того ж року Гаан приєднався до гурту, після того, як Кларк почув його виконання пісні Девіда Боуї Heroes. Гурт незабаром перейменували на Depeche Mode, нову назву запропонував Гаан після перегляду французького модного журналу Dépêche Mode. За майже сорок років існування гурт випустив 14 студійних альбомів, 4 збірки хітів, 2 реміксових альбоми та продав понад 100 мільйонів копій.

## Особисте життя
Гаан проживає в Нью-Йорку з 1997-го. Зараз він живе з третьою дружиною, Дженніфер, їхньою спільною донькою, Стеллою Роуз (яку назвали на честь матері Дженіфер, Стелли), і сином Дженніфер, Джиммі, від попередніх стосунків. Дейв також має сина, Джека, (названого на честь вітчима) від першого шлюбу з Джоанн Фокс, подругою дитинства. Другий шлюб Гаана з Терезою, колишнім агентом з реклами Depeche Mode, тривав 4 роки. Обидвох, Джоан і Терезу можна побачити в документальному фільмі «101». Дженніфер знялась у кліпі «Suffer Well», граючи роль ангела, а потім — самої себе.
Гаан проходив реабілітацію від героїнової залежності. Він вижив після чотирьох «зустрічей» зі смертю, виправдовуючи прізвисько «Кіт», яке парамедики дали йому протягом найбуйніших років у Лос Анджелесі. 1993 року в Дейва стався невеликий серцевий напад під час виступу в Новому Орлеані. Лікарі порадили йому зробити перерву в турі, але він відмовився. Друга «зустріч» відбулася, коли він вчинив спробу самогубства, перерізавши вени в серпні 1995: «Це, безсумнівно, була спроба самогубства», — каже Гаан. —  «Але це також був і крик про допомогу. Я перед цим упевнився, що там були люди, які могли б знайти мене». 28 травня 1996 Дейв прийняв завелику дозу спідболу (наркотична суміш кокаїну і героїну) в Sunset Marquis Hotel у Лос Анджелесі, що спричинило зупинку серця на 2 хвилини, допоки парамедики не повернули його до життя. Гаан прокоментував свій досвід так: «Все, що я бачив і відчував спочатку — була суцільна темрява. Я ще ніколи до того не був у чорнішім місці, і пам'ятаю, як зрозумів, що все те, що я робив, було справді неправильним». Він також стверджував, що бачив і відчував, як його тодішня подруга, а тепер дружина, Дженніфер кликала його назад. Альбом Ultra зрештою вийшов, щойно Дейв завершив курс в реабілітаційному центрі.
12 травня 2009, незадовго перед тим, як на групу очікували в Афінах, Греція, у рамках Tour of the Universe, Гаану стало погано в гримерці. Його доставили до лікарні, де підтвердилося, що це був напад гастроентериту. Декілька концертів скасували чи перенесли після того, як провели додаткові тести, які виявили у нього злоякісну пухлину. Дейв переніс операцію з видалення пухлини, яка пройшла успішно. Після встановленого лікарем часу на повне відновлення, турне продовжили 8 червня у Лейпцигу, Німеччина. Пізніше Гаан зазнав розриву м'яза ноги під час виступу 9 липня 2009 у Більбао, Іспанія, і це стало причиною ще двох скасувань концертів. Після двотижневої паузи, він разом з Depeche Mode повернувся до Північноамериканської частини турне. Під час виступу в Сієтлі 10 серпня 2009 Гаан знову зазнав травми, цього разу розтягнення голосових зв'язок. Лікарі призначили Дейву повний голосовий відпочинок, що стало причиною скасування іще двох шоу. Гурт повернувся на сцену 16 серпня в Лос Анджелесі. Згідно з повідомленнями преси і фанатів, Гаан виступав добре, як завжди, попри низку невдач зі здоров'ям. Депеш Мод повернулися до виступів в Латинській Америці в жовтні 2009, концертами в Мексиці, Коста-Риці, Колумбії, Перу, Чилі і Аргентині без явних ознак стресу у вокаліста.
8 лютого 2010 вперше гурт завітав до України. Виступ відбувся в столичному Палаці спорту на 20% більшу кількість фанатів, ніж було заплановано. «Нам, як гуртові, дуже пощастило, що від Америки до України ми маємо таких відданих прихильників. Я впевнений, що в Києві все пройде класно», — заявив перед концертом Енді Флетчер. Для лідера команди Дейва Гаана це другий візит до Києва. 2003 року тут відбувся його сольний концерт у рамках світового турне на підтримку першого сольного альбому Paper Monsters.

## Дискографія

### Сольна кар'єра
- Paper Monsters (2003)
- Hourglass (2007)